# Triplectides pallidus
Triplectides pallidus là một loài Trichoptera trong họ Leptoceridae. Chúng phân bố ở miền Australasia.